# Mazda MX-5
La Mazda MX-5, nota anche come Mazda Miata in Nordamerica ed Eunos Roadster in Giappone, è una autovettura roadster prodotta dalla casa automobilistica giapponese Mazda a partire dal 1989 in quattro generazioni.
Concepita alla fine degli anni settanta dal giornalista statunitense Bob Hall, che ne propose l'idea ai manager del settore Ricerca e Sviluppo della Mazda, e messa in produzione alla fine degli anni ottanta, la MX-5 è una vettura convertibile a due posti secchi leggera e molto equilibrata, fortemente ispirata alla tradizione delle spider inglesi e italiane degli anni sessanta e settanta, in particolare alla Lotus Elan, alla Triumph Spitfire e alla Alfa Romeo Duetto.
È accreditata nel Guinness dei primati come la sportiva a due posti più venduta del mondo. Ad aprile 2014, la produzione totale è contata in 940.000 esemplari, mentre il 25 aprile 2016 viene raggiunto il traguardo storico di un milione di esemplari.
La MX-5 è stata prodotta in quattro generazioni, identificate tramite la sigla del telaio: NA (1989–1997), NB (1998–2001) NBFL versione aggiornata della NB dal (2001-2005), NC (2005–2015) e ND (2015-in produzione).

## Prima serie (NA; 1989-1998)

### Profilo e caratteristiche

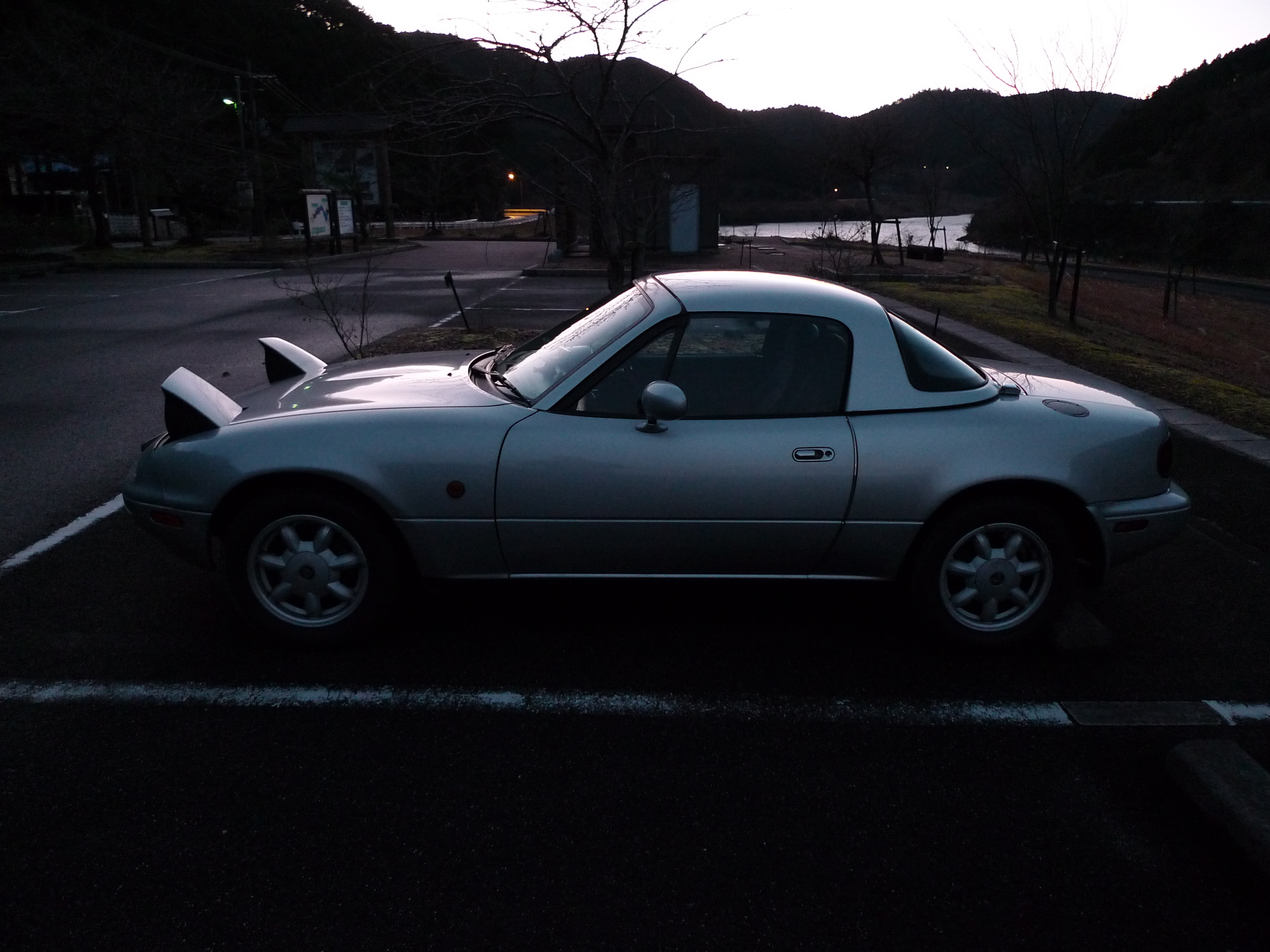
Una Mazda MX-5 NA con hard-top

La prima serie della MX-5, con numerazione del telaio iniziante con NA, fu svelata al Salone di Chicago il 10 febbraio 1989 ed è stata messa a disposizione per la consegna agli acquirenti in tutto il mondo nelle seguenti date: marzo 1989 in Giappone, luglio 1989 (stesso modello del 1990) negli Stati Uniti, 1990 in Europa. Un hard-top opzionale è stato messo a disposizione negli stessi tempi.
Per la parte estetica i progettisti giapponesi scelsero di richiamarsi a prestigiosi modelli europei del passato, ispirando la linea della carrozzeria alla Lotus Elan R26 e la disposizione del vano motore alla Alfa Romeo Giulietta Sprint. Anche l'impostazione meccanica era piuttosto rétro, per i tempi, con motore anteriore e trazione posteriore.
La carrozzeria della NA è tutta in acciaio con un leggero cofano d'alluminio. Le dimensioni totali sono: 3948 mm (155,4 pollici) di lunghezza, 1676 mm (65,9 pollici) di larghezza e 1224 mm (48,2 pollici) di altezza, con un peso totale di 950 kg.
Il coefficiente di resistenza aerodinamica è stato indicato come 0,38. Lo schema delle sospensioni è un quadrilatero basso a doppi bracci sovrapposti su tutte e quattro le ruote, con una barra antirollio, nella parte anteriore e posteriore. Quattro freni a disco, ventilati nella parte anteriore, pieni al posteriore. I cerchi in lega Enkei richiamano il disegno dei cerchi "Minilite" delle spider inglesi anni '60 e montano pneumatici radiali 185/60HR14.

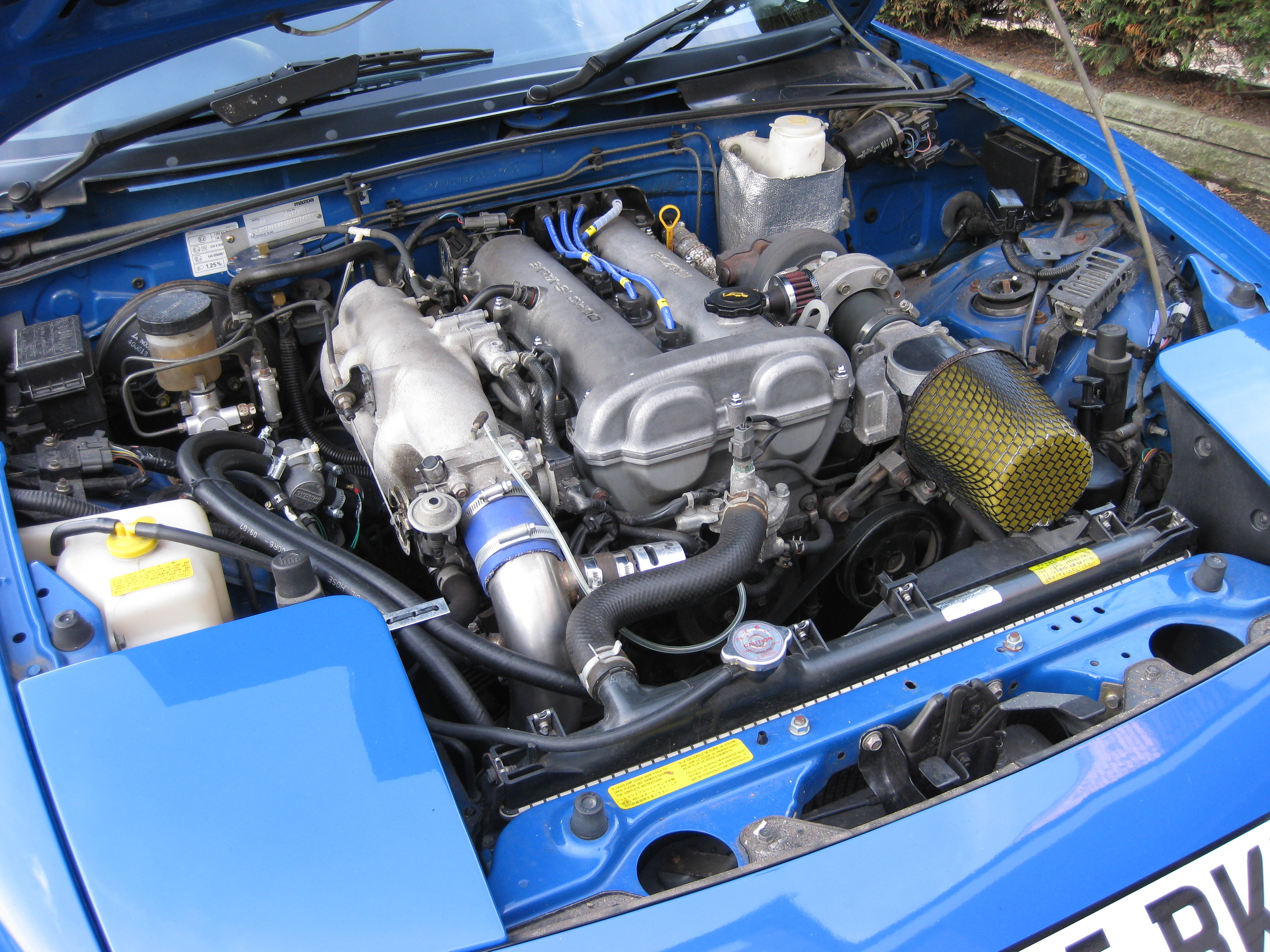
Il motore 1.6

Questa prima versione è dotata di un propulsore da 1,6 L (98 cu in) quattro cilindri con doppio albero a camme in testa, montato longitudinalmente, ispirato nell'estetica al bialbero Alfa Romeo, che produce 85 kW (115 CV) e 136 Nm (100 ft lbpd) di coppia. L'alimentazione è a iniezione elettronica del carburante che utilizza un sistema di tipo flussometro e un sensore (CAS) di accensione sull'albero a camme lato aspirazione al posto dello spinterogeno. Questo motore, nome in codice B6ZE, era stato precedentemente utilizzato per la serie 323 mentre il cambio è il 5 rapporti utilizzato dalla Mazda 929/Luce; il cambio automatico (disponibile solo in Giappone e Stati Uniti) era inserito tra gli optional ma non fu molto richiesto. Questi mercati hanno avuto inoltre in optional un differenziale a slittamento limitato di tipo viscoso, anche se erano normalmente disponibili solo per le autovetture con una trasmissione manuale.
La prima versione 1.6 da 115CV, prodotta dal 1989 al 1993, raggiunge da fermo i 100 km/h (62 mph) in 8,8 secondi e ha una velocità massima di 195 km/h (121 mph).  	
La prima generazione di Miata (spesso denominato M1) include molte edizioni speciali e limitate, tra le più famose la V-Special del 1991, prodotta in British racing green: la prima con l'uso di interni in pelle. 	

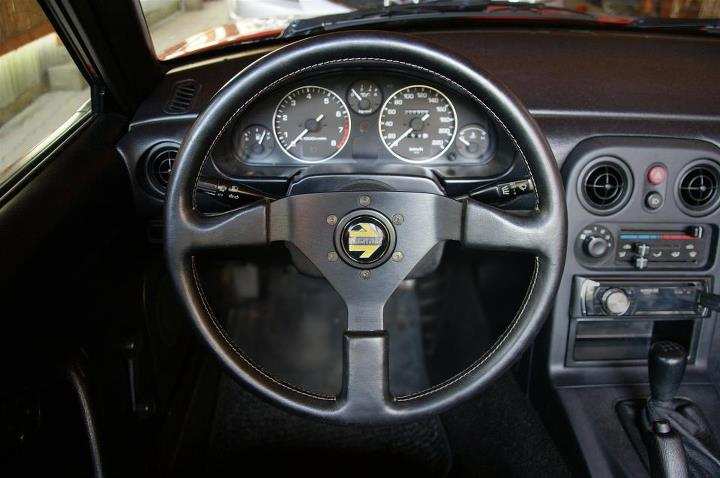
Il volante momo montato di serie sulla prima versione

Nel 1994 la prima generazione di MX-5 è stata rivisitata con l'introduzione del più potente motore 1.8 litri BP, doppio airbag e, in alcuni mercati, di un differenziale autobloccante.
Il telaio è rimasto sostanzialmente invariato anche se sono anche stati aggiunti dei rinforzi (subframes) e una "harness bar" dietro i sedili fissata sopra le cinture di sicurezza per irrigidire ulteriormente l'abitacolo.
La maggior modifica visibile riguarda gli interni che hanno nuovi sedili con poggiatesta estraibile e un nuovo cruscotto in grado di ospitare l'airbag lato passeggero fornito come optional.
Inoltre, il 1994 è stato l'unico anno in cui Mazda ha offerto un nuovo colore light metallic blue (Laguna Blu Mica), rendendo queste auto da collezione. Il 1994 ha visto anche l'introduzione del pacchetto "R", un pacchetto sport a tema con ammortizzatori Bilstein.
Il nuovo motore 1,8 litri produce 98 kW (131 CV), derivato dalla mazda 323F GT, è stato poi aumentato di 1 kW (1,36 CV) per il modello del 1996. L'auto aumenta di peso arrivando a 990 kg per i rinforzi aggiunti sul telaio. Le performance sono state leggermente migliorate e la maggior cavalleria è in parte compensata dal peso supplementare. In alcuni mercati come l'Europa, il motore 1,6 litri (98 cu in) ha continuato a essere disponibile con un più basso costo, ma è stato depotenziato a 66 kW (90 CV) e non ha ricevuto tutti gli ulteriori rinforzi al telaio del nuovo 1.8 litri. 
Per le auto giapponesi e statunitensi è stato reso disponibile come optional un differenziale Torsen LSD, che è molto più durevole rispetto al precedente differenziale viscoso.

### Edizioni speciali e serie limitate

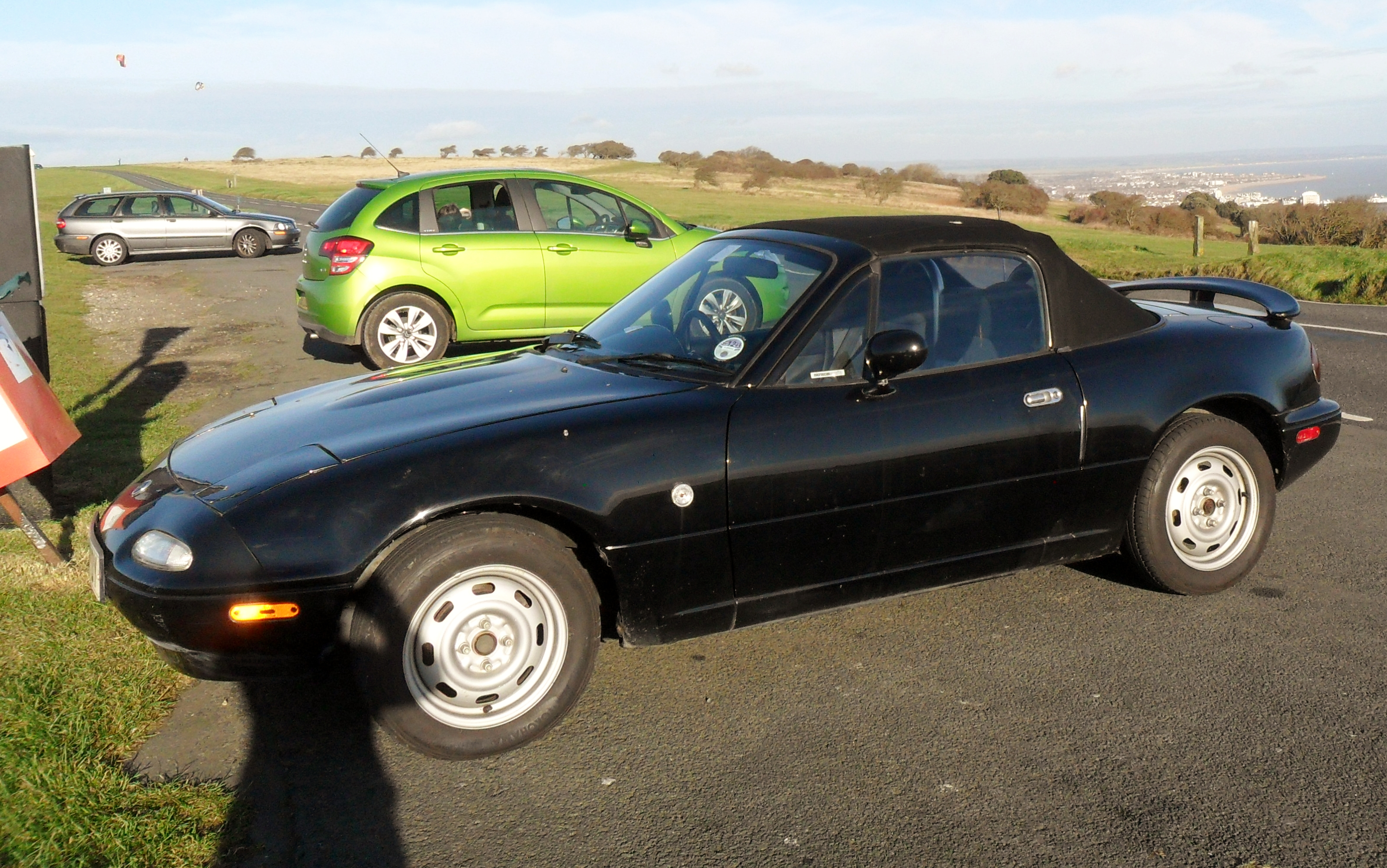
MX-5 con i cerchi in ferro del modello base

Ci sono stati un elevato numero di modelli e di edizioni speciali disponibili, determinati dal marketing locale degli uffici Mazda, alcune versioni erano caratterizzate soltanto da un colore particolare mentre altre introducevano aggiornamenti più significativi.
Negli Stati Uniti, il modello di base al momento del lancio era caratterizzato da soluzioni molto economiche, come finestrini manuali, ruote in acciaio, e senza A/C o servosterzo.
Un primo pacchetto di optional venne offerto con l'adozione di servosterzo, volante in pelle, ruote in lega di alluminio e mangianastri. Un secondo pacchetto aggiungeva finestrini elettrici, cruise control e altoparlanti per poggiatesta, mentre il pacchetto superiore comprendeva gli interni in pelle. 
1989

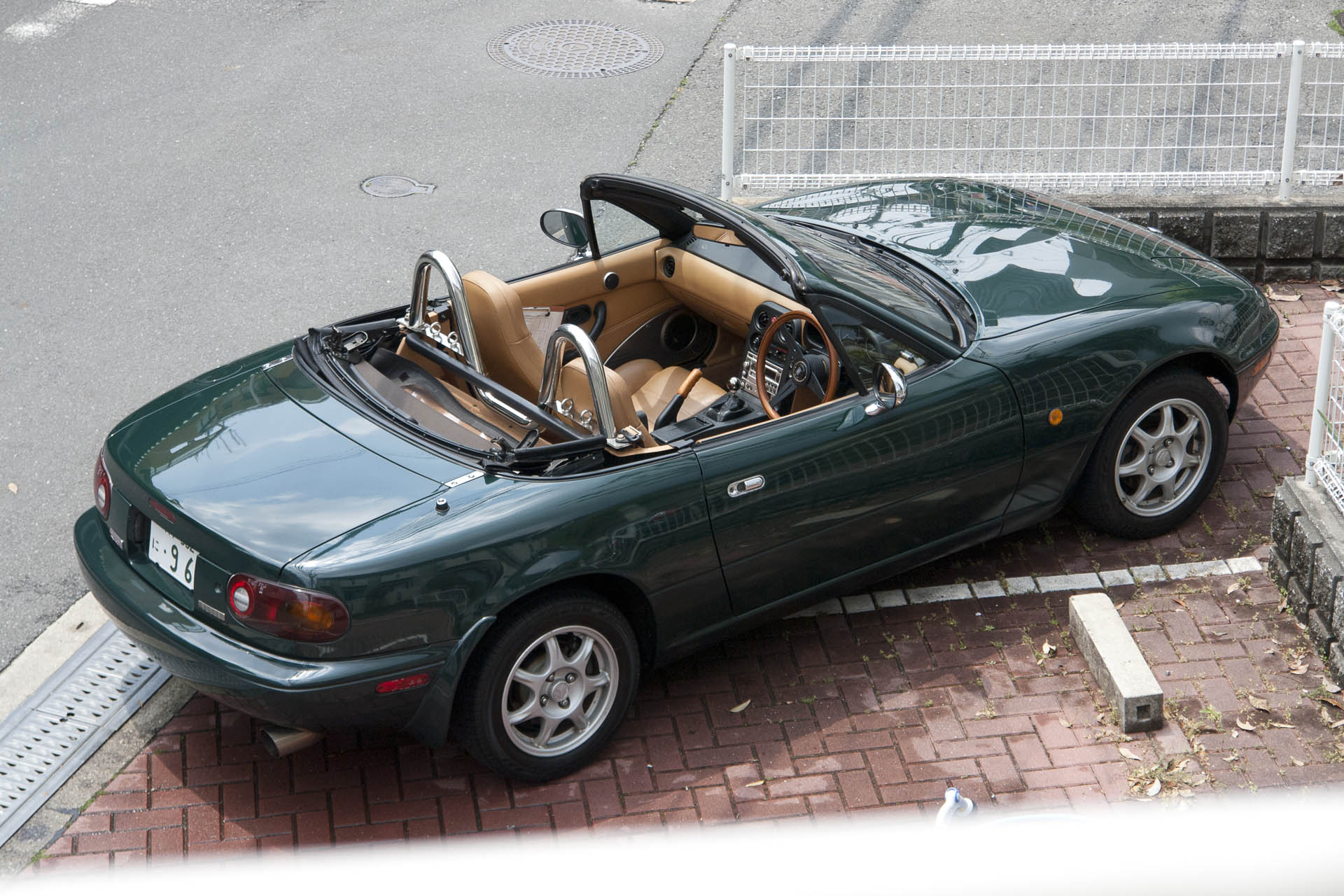
Eunos Roadster V-Special

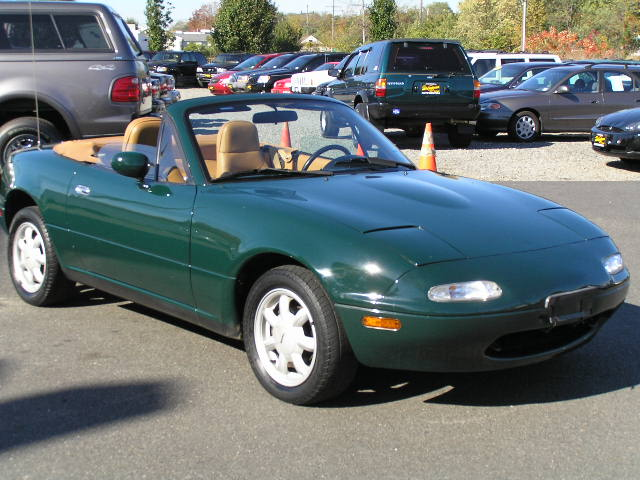
Una MX-5 V-Special

- V-Special è stata la prima versione speciale della MX-5, con colorazione Neo Green meglio conosciuta come British Racing Green. Fu la prima ad avere gli interni in pelle chiara ed erano presenti volante Nardi, pomello del cambio e la leva del freno a mano rifiniti in legno. Nel 1991 fu disponibile in 150 esemplari anche per il mercato italiano.

1990
- J-Limited (solo per il Giappone). Versione prodotta in 800 esemplari di colore Sunburst Yellow. Le J-limited erano equipaggiate con alzacristalli elettrici, servosterzo e cerchi in lega leggera da 14". Come per la V-Special erano presenti volante Nardi, pomello del cambio e la leva del freno a mano rifiniti in legno e le maniglie interne di apertura degli sportelli erano in acciaio inox. Tutti gli esemplari furono venduti il primo giorno di uscita, dato il successo Mazda fece uscire nel 1993, sempre in 800 esemplari, la versione J-Limited II che aveva sedili differenti, cerchi in lega con disegno aggiornato e volante Momo in luogo del Nardi.

1991
- Limited Edition (Europa e Regno Unito). Tutte di colore British racing green, montavano cerchi BBS, gli interni erano identici all'allestimento V-Special.

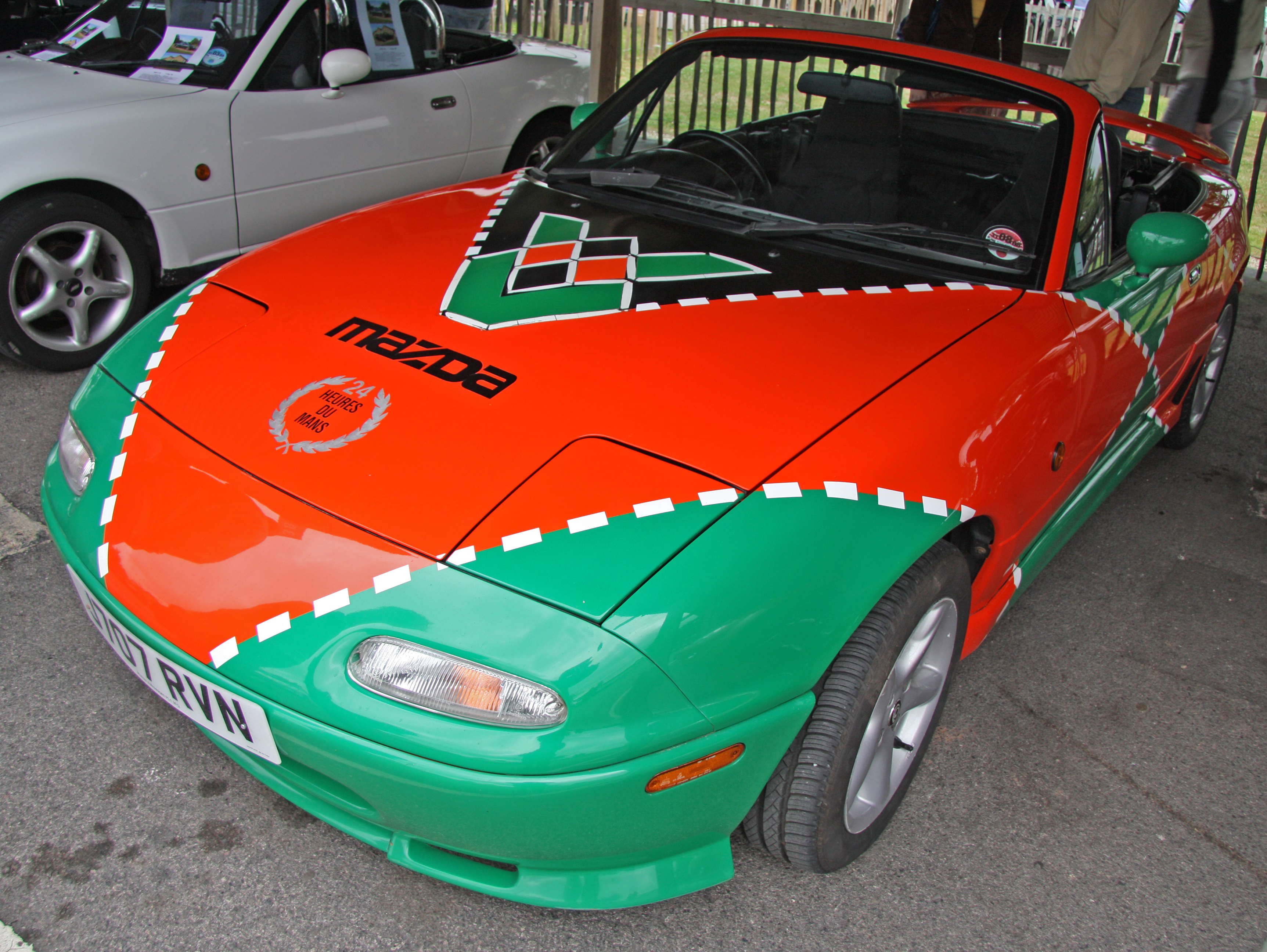
Una Mazda MX-5 Le Mans

- 24h Le Mans (solo per il Regno Unito)Una Mazda MX-5 Le Mans. Nel Regno Unito, per celebrare la vittoria della 24 Ore di Le Mans, Mazda ha creato un'edizione speciale della MX-5, con i colori della vincitrice, la Mazda 787B. Questa versione speciale era dotata di un motore 1.6 con conversione turbo BBR (Brodie Brittain Racing) e montava un bodykit estetico che comprendeva minigonne laterali, paraurti modificati e un piccolo spoiler al posteriore. Ne furono prodotti solo 24 esemplari.

1992
- S-Special & S-Limited. Questi modelli erano caratterizzati da interni in pelle rossa, impianto stereo migliorato, pomello cambio e volante in pelle Nardi, cruise control, differenziale a slittamento limitato, finestrini elettrici, specchietti elettrici, servosterzo, aria condizionata, cerchi BBS (di colore oro sulla S-Limited), ammortizzatori Bilstein, spoiler anteriore e posteriore (Solo sulla S-Special) e ABS. Sono state prodotte circa 500 S-Special e 1000 S-Limited tutte di colore Brilliant Black.

- Black Special, con allestimento in colore Brilliant Black con differenziale LSD, interni in pelle tan, hardtop in tinta con sbrinatore, battitacco in acciaio e antenna radio motorizzata.

- M2-1001. La prima MX-5 allestita dalla M2 Corporation, società filiale della Mazda Motor Co. La 1001 era disponibile nel colore Brave Blue Mica e dotata di bodykit estetico dedicato con fendinebbia e dettagli rétro come gli specchietti cromati tondi e il tappo del serbatoio benzina.

Altri dettagli in stile vintage erano il quadro strumenti modificato con un look da roadster inglese degli anni '60 e i cerchi in lega Panasport da 15". Il motore 1.6 fu aggiornato con nuovi pistoni, nuovo albero motore, circuito di raffreddamento maggiorato e linea di scarico HKS, grazie a queste modifiche la potenza massima raggiunta era di 132 CV e la coppia massima passò da 136 Nm a 148 Nm. Per quanto riguarda la trasmissione fu montato un volano alleggerito e un differenziale autobloccante. Date le elevate richieste la M2 organizzò una lotteria per scegliere i clienti a cui vendere i 300 esemplari prodotti.
1993
- M2-1002

1994
- M2-1028 Street Competition. Diversamente dalle altre questa era una versione di indole più corsaiola con modifiche orientate per l'uso in pista e sportivo prodotta dalla M2 Corporation. Disponibile solo nei colori Chaste White e Brilliant Black ed era dotata di motore 1.8 preparato con scarico sportivo, filtro aria K&N, alberi a camme ad alzata maggiorata, collettori di scarico racing e pistoni ad alta compressione che portavano il rapporto di compressione da 9.0 a 10.6. Grazie a queste modifiche era in grado di erogare 138CV a 6500 giri/min e una coppia massima di 174 Nm a 5000 giri/min. La trasmissione era dotata di volano alleggerito mentre altre modifiche importanti riguardavano sospensioni e assetto con molle ribassate di 15mm e resistenza al rollio aumentata del 51% all'anteriore e del 65% al posteriore. All'interno erano montati un volante Momo a tre razze e dei sedili da corsa contenitivi ed era presente anche una roll cage di alluminio per aumentare la rigidità torsionale e la sicurezza. Il corpo vettura era stato alleggerito rimuovendo la copertura del tunnel centrale e accessori vari, come le maniglie delle portiere interne che furono sostituire con dei lacci di tela mentre al posto degli specchietti standard furono montati degli specchi Vitaloni Sebring. Montava cerchi Enkei da 14" a 7 razze con pneumatici ad alte prestazioni Bridgestone RE010 che potevano sopportare fino ad una forza di 0.93g durante le percorrenze in curva. Ne furono prodotti circa 300 esemplari.

- RS-Limited & R-Limited. Basata sull'allestimento S-Special, la RS-Limited fu disponibile nel colore Montego Blue Mica. Montava di serie cerchi BBS con gomme Bridgestone RE010, per esaltare l'accelerazione fu ridotto il rapporto di trasmissione della coppia conica a 4.3:1. All'interno erano presenti un volante Nardi a tre razze e sedili Recaro monoscocca. La R-Limited aveva il solito pacchetto meccanico ma era più orientata al lusso con sedili in pelle rossa, volante Nardi Classic in legno, tonneau per coprire la capote richiusa e fu disponibile anche nel colore Chaste White.

1995
- VR-Limited A&B. Versione di lusso venduta in Giappone in due versioni, "Combination A" e "Combination B". I 700 esemplari "Combination A" avevano la carrozzeria di colore "Red Wine Mica" mentre le 800 unità "Combination B" erano disponibili nel colore "Excellent Green Mica". Entrambe le versioni avevano gli interni in pelle, rossi per la "Combination A" e neri per la "Combination B" con capote coordinate e montavano il motore 1.8.

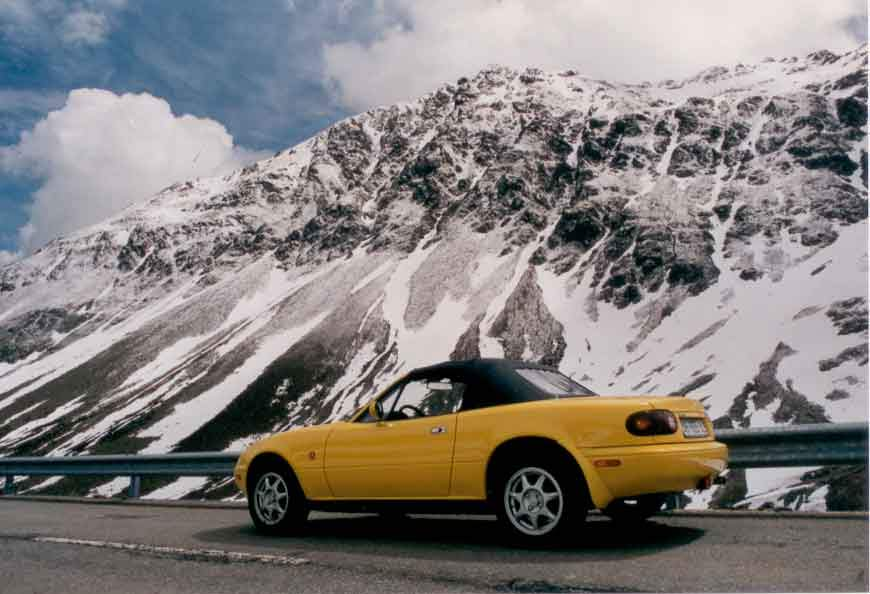
La Sunburst Yellow verso il passo della Forcola di Livigno

- La Sunburst Yellow verso il passo della Forcola di LivignoSempre nel 1995 uscì infatti una piccola serie (100 esemplari) di vetture verniciate in giallo brillante (Sunburst Yellow) e battezzate semplicemente Versione Speciale (V.S.). All'interno furono arricchite con rivestimenti in pelle e alcantara neri. Anche questa volta il colore era esclusivo e non disponibile sulla gamma standard. Queste cento MX-5 rimasero le uniche commercializzate ufficialmente a sfoggiare una carrozzeria gialla, mai altrimenti proposta.[6] Il ricercatissimo ed amatissimo giallo "Sunburst Yellow".[7]

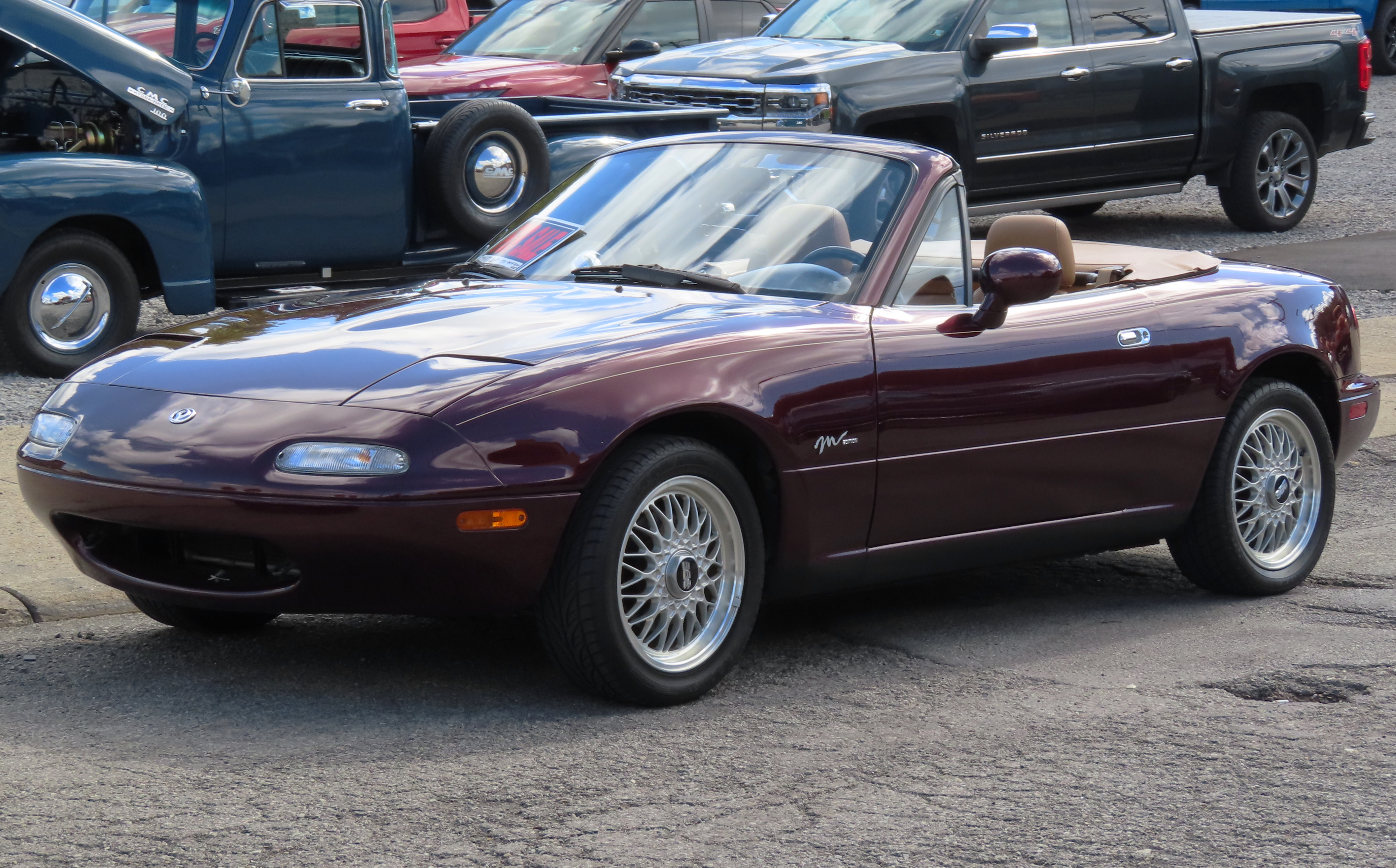
Mazda MX-5 Merlot

- California

- Gleneagles

1996
- Merlot'. Versione limitata con colorazione rosso Bordeaux metallizzata denominata Merlot Mica. Le MX-5 Merlot erano equipaggiate con cerchi in lega leggera BBS da 15" gommati con pneumatici Dunlop SP2000. Gli interni prevedevano caratteristiche speciali rispetto ai modelli 1.8 standard come sedili in pelle chiara (tan) con cuciture a contrasto di colore rosso bordeaux. La console centrale (nera nelle versioni standard), il pomello del cambio e la leva del freno a mano furono adornati con finiture effetto legno. I primi 100 esemplari erano dotati di volante rivestito in pelle. Ne furono prodotti circa 600 esemplari.

- Montego Blue. Allestimento per il mercato italiano, con motorizzazione 1.6 90cv, caratterizzata dal particolare colore Montego Blue Mica e dagli interni tan e capote beige.

- VR-Limited (solo per il Giappone)

- R2 Limited (solo per il Giappone)

- B2 Limited (solo per il Giappone)

- Monaco (solo per il Regno Unito)

1997
- Dakar (solo per il Regno Unito)

- SR-Limited (solo per il Giappone)

- Monza (solo per il Regno Unito)

- Mazdaspeed B-Spec (solo per il Giappone). La versione MazdaSpeed con Touring Kit B-Spec era una versione speciale ad elevate prestazioni, preparata direttamente dalla fabbrica della divisione sportiva di Mazda. Il kit di preparazione B-Spec comprende un compressore volumetrico Eaton installato sull'unità BP da 1,8 litri che ha un alesaggio incrementato per portare la cilindrata a 1929  cm³ e una valvola a farfalla a quattro stadi. La potenza di uscita viene incrementata a 192 CV, mentre la coppia massima sale a 19,8 kgm. Ogni B-Spec prodotta aveva un bodykit modificato con doppio splitter all'anteriore, minigonne e paraurti posteriore modificato, un alettone posteriore di dimensioni generose e le scritte B-SPEC completavano il kit estetico. All'interno i sedili standard vennero sostituiti con una coppia di sedili contenitivi in stile racing con cuciture rosse.

1998
- Berkeley (solo per il Regno Unito). La prima generazione di MX-5 è stata gradualmente sostituita con il modello NB dal 1998 con l'eccezione di 400 vetture in edizione limitata, venduti solo nel Regno Unito, sempre nel 1998, per marcare la fine del NA. La Berkeley era una versione speciale più lussuosa della 1.8 standard, aveva sedili in pelle grigia e nera, console centrale rifinita con effetto legno e volante Momo in pelle.

- Mazdaspeed C-Spec (solo per USA e Giappone)

### Motorizzazioni
| Modello | Disponibilità | Motore  | Cilindrata (cm³) | Potenza        | Coppia Massima (Nm) | Emissioni CO2 (g/Km) | 0–100 km/h (secondi) | Velocità max (Km/h) | Consumo medio (Km/l) |
| 1.6     | 1989-1993     | Benzina | 1598             | 85 kW (115 CV) | 136                 | -                    | 8,7                  | 188                 | -                    |
| 1.6     | 1994-1998     | Benzina | 1598             | 66 kW (90 CV)  | 132                 | -                    | 10,6                 | 175                 | -                    |
| 1.8     | 1993-1995     | Benzina | 1840             | 95 kW (128 CV) | 152                 | -                    | 8.7                  | 203                 | -                    |
| 1.8     | 1994-1998     | Benzina | 1840             | 99 kW (133 CV) | 155                 | -                    | 8,2                  | 203                 | -                    |

## Seconda serie (NB; 1998-2005)

### Profilo e caratteristiche
La seconda versione, riconoscibile dalla numerazione iniziante con NB venne posta in vendita nel 1998 con delle misure esterne leggermente modificate a 3955 mm di lunghezza, 1680 mm di larghezza e 1235 mm in altezza. Il telaio è il medesimo della versione precedente rinforzato in vari punti per ottenere una maggiore rigidità. L'estetica subì numerosi cambiamenti, a partire dall'eliminazione dei fari a scomparsa, alla totale modifica delle linee della carrozzeria, nonché negli interni.
Venne anche messo in produzione un nuovo cambio a 6 marce, riservato solo a 2 serie limitate con motore 1,8 litri, la Miracle e la 10TH Anniversary. Il motore da 1,8 l beneficiò di un leggero aumento di potenza fino ai 140 CV, soprattutto grazie all'aumento del rapporto di compressione. Anche la velocità massima venne incrementata sino ai 197 km/h. Mentre quello di 1,6 litri passò dai 90 CV precedenti a 110 CV. Anche in questa versione la presenza dell'ABS era solo un optional.

### Restyling 2001

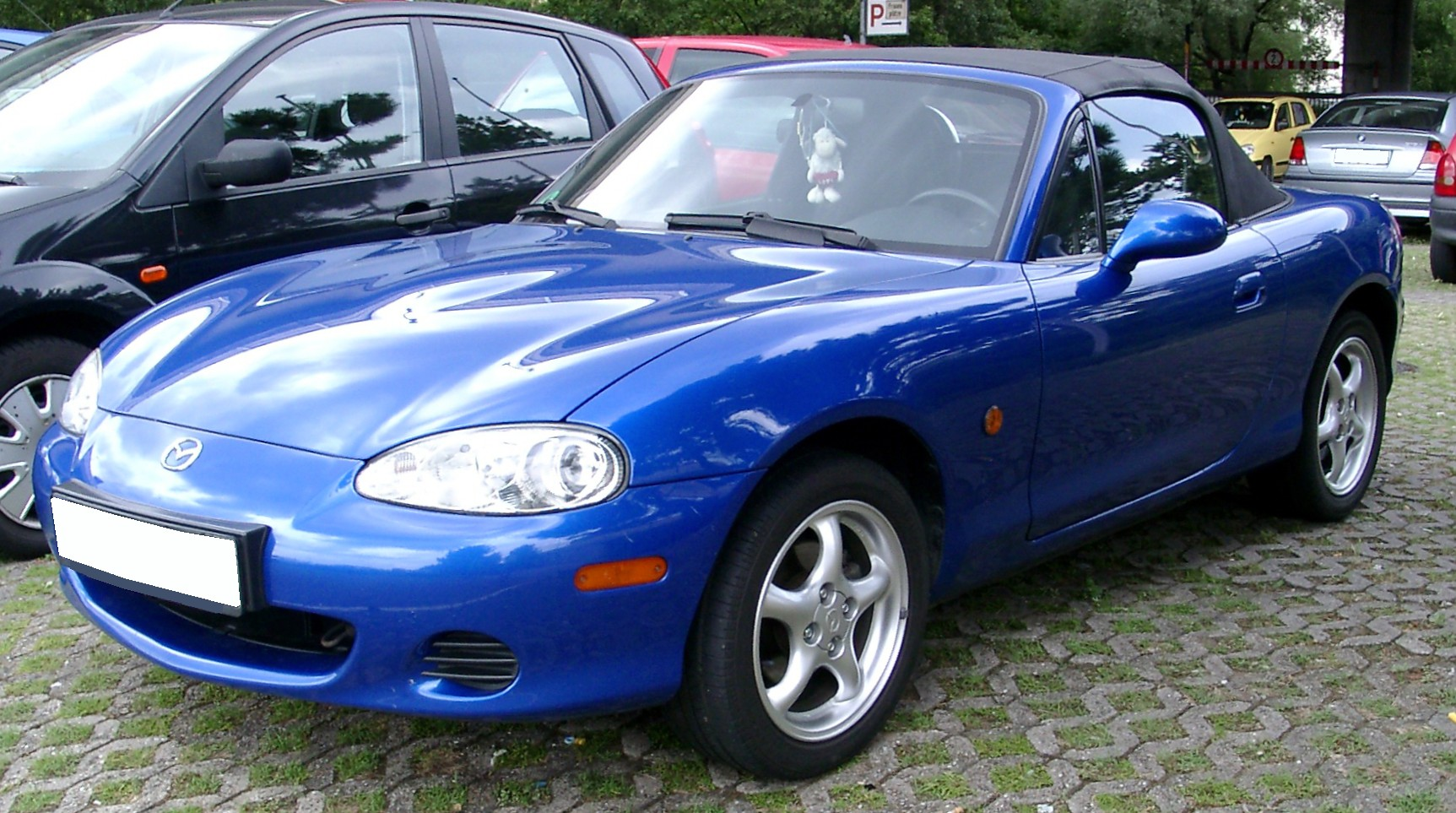
Una Mazda MX-5 restyling 2001

Nel 2001 in occasione del restyling (NB FL) venne presentata una nuova versione del motore 1,8 litri, sempre con medesima cilindrata ma con potenza ulteriormente aumentata grazie al VVT (Variable Valve Timing), a 155 CV per le versioni in vendita in Giappone e Australia, a 147 CV per l'Europa e 130 CV per gli Stati Uniti dove erano in vigore limiti diversi per quanto riguarda le emissioni inquinanti. La Mazda corresse poi anche le brochure per Australia e Giappone (i CV erano sempre 147) offrendo un periodo di manutenzione gratuita. Il motore 1,6 litri invece rimase immutato. La carrozzeria venne rimaneggiata tramite la sostituzione dei gruppi ottici anteriori e posteriori e l'adozione di un nuovo paraurti anteriore dotato di fendinebbia. Ma è negli interni che si notano le differenze più marcate con l'adozione di nuovi sedili con il poggiatesta integrato, nuova console e tunnel centrale, nuovo volante e nuova strumentazione. Anche la scocca ricevette alcune modifiche risultando in quest'ultima versione irrigidita, soprattutto il senso torsionale.

### Motorizzazioni
| Modello | Disponibilità | Motore  | Cilindrata (cm³) | Potenza         | Coppia Massima (Nm) | Emissioni CO2 (g/Km) | 0–100 km/h (secondi) | Velocità max (Km/h) | Consumo medio (Km/l) |
| 1.6     | 1998-2001     | Benzina | 1600             | 81 kW (110 CV)  | 134                 | 196                  | 9.7                  | 191                 | -                    |
| 1.8     | 1998-2001     | Benzina | 1840             | 103 kW (140 CV) | 162                 | 215                  | 8.0                  | 205                 | -                    |
| 1.6     | 2001-2005     | Benzina | 1600             | 81 kW (110 CV)  | 134                 | 196                  | 9.3                  | 197                 | -                    |
| 1.8     | 2001-2005     | Benzina | 1840             | 109 kW (147 CV) | 168                 | 210                  | 8.5                  | 205                 | -                    |

## Terza serie (NC; 2005-2015)

### Profilo e caratteristiche
La NC, la terza generazione di quest'auto, è stata messa in vendita nella seconda metà del 2005. L'auto, a parte gli indicatori di direzione, non ha nulla in comune con i vecchi modelli. Carrozzeria e telaio sono completamente nuovi e danno origine a un mix tra la coupé RX-8 (della quale condivide parte del telaio e delle sospensioni) e la prima serie della MX-5. Il risultato è una roadster dalla linea filante e muscolosa, con molte rievocazioni della piccola antenata soprattutto nel posteriore.
Gli interni sono stati oggetto di diverse critiche, specie nella versione Wind, cioè quella base: plastiche di qualità più scadente della seconda serie, piuttosto rigide, facilmente graffiabili e assemblate in maniera approssimativa. Nella versione Fire invece, gli inserti in pelle si limitano praticamente a delle strisce sulle portiere con una qualità davvero discutibile.

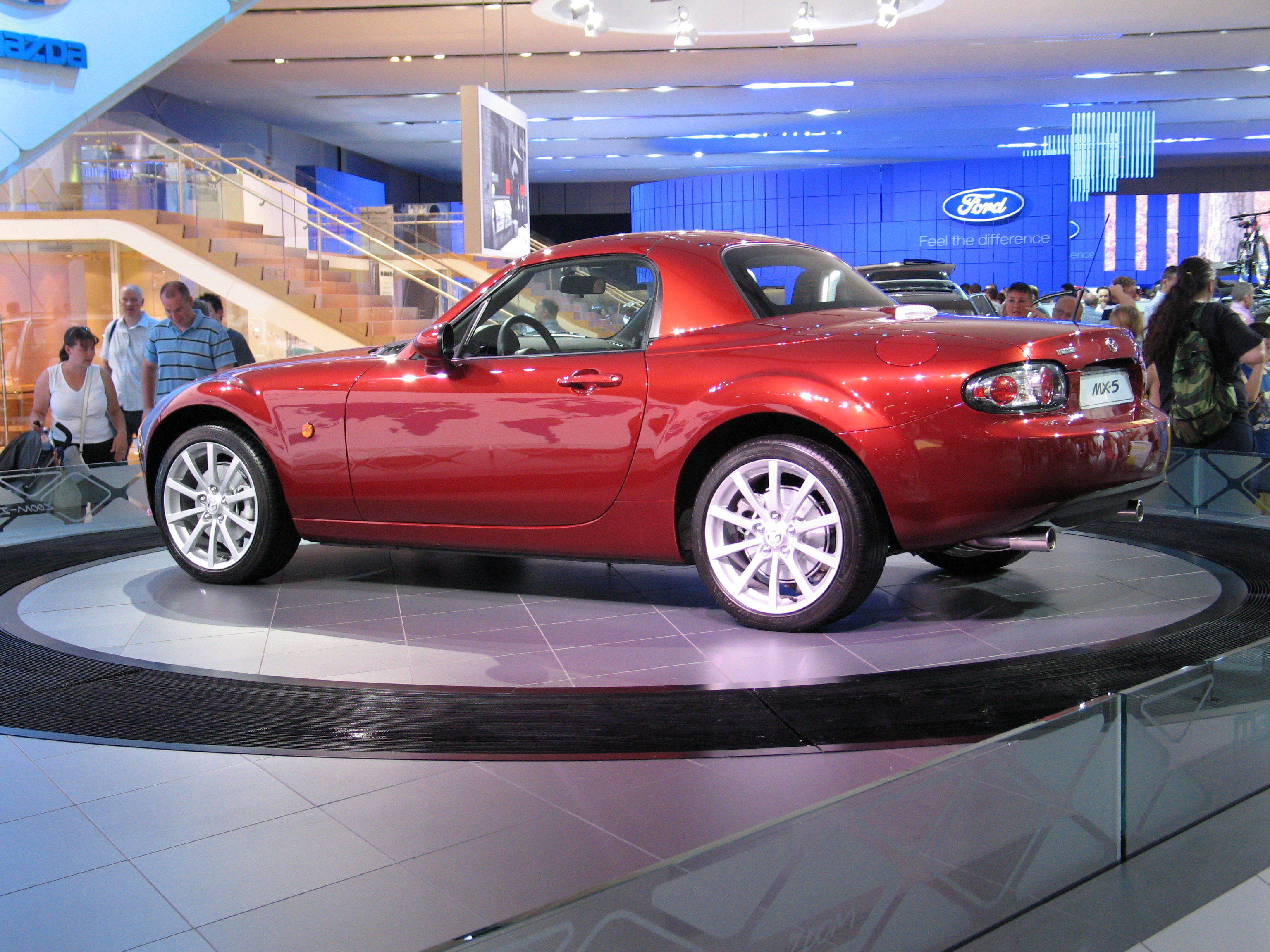
Una Mazda MX-5 RC

Migliorie in genere sono state invece effettuate con il restyling della terza serie del 2010, soprattutto a livello di qualità delle plastiche.
Grazie all'utilizzo di materiali particolarmente leggeri l'incremento di peso rispetto alla vecchia serie è limitato a soli 50 kg.
Nel nuovo modello sono state abbandonate le vecchie motorizzazioni per lasciare spazio a 2 propulsori di concezione più recente: un 1,8 litri da 126 CV e un 2.0 litri da 160 CV.
Alla fine del 2006 alla versione con capote in tela è stata affiancata la MX-5 RC (Roadster coupé) dotata di tetto rigido in vetroresina che in soli 12 secondi scompare nello stesso vano occupato abitualmente dalla capote in tela.

### Aggiornamenti
La terza serie esiste in tre differenti versioni, la prima è quella del 2006 (MX-5 NC1 o MX-5 Mk3), la seconda è del 2008 ("facelift" o MX-5 NC2 o MX-5 NCFL o MX-5 Mk3.5) e la terza è del 2013 ("model update" o MX-5 NC3 o MX-5 NCMU o MX-5 Mk3.75). Le modifiche estetiche più sostanziali si sono avute nel passaggio tra la prima e la seconda versione (griglia radiatore, fari e antinebbia, minigonne, paraurti posteriore, luci posteriori, alcuni particolari cromati nella carrozzerie, nuova grafica degli indicatori analogici del cruscotto) ma si sono avuti degli aggiornamenti anche nella parte meccanica (motore 2.0, trasmissione e sospensioni). Nel passaggio dalla seconda alla terza versione si sono avute ulteriori modifiche estetiche (griglia del radiatore, fari antinebbia, paraurti e spoiler anteriore, nuovi cerchi in lega da 17") ma anche meccaniche (nuova mappatura della centralina per avere maggiore coppia, rimodulazione impianto frenante) e di sicurezza (cofano anteriore attivo in caso di impatto frontale).
Nel 2010 viene prodotta in soli 2000 esemplari la MX-5 20th Anniversary Edition esclusivamente per il mercato europeo.

### Motorizzazioni
| Modello | Disponibilità | Motore  | Cilindrata (cm³) | Potenza         | Coppia Massima (Nm) | Emissioni CO2 (g/Km) | 0–100 km/h (secondi) | Velocità max (Km/h) | Consumo medio (Km/l) |
| 1.8     | 2006-2014     | Benzina | 1798             | 93 kW (126 CV)  | 167                 | 167                  | 9.9                  | 194                 | 14.1                 |
| 2.0     | 2006-2014     | Benzina | 1999             | 118 kW (160 CV) | 188                 | 181                  | 7.6                  | 213                 | 12.8                 |

## Quarta serie (ND; 2015-)

### Profilo e caratteristiche

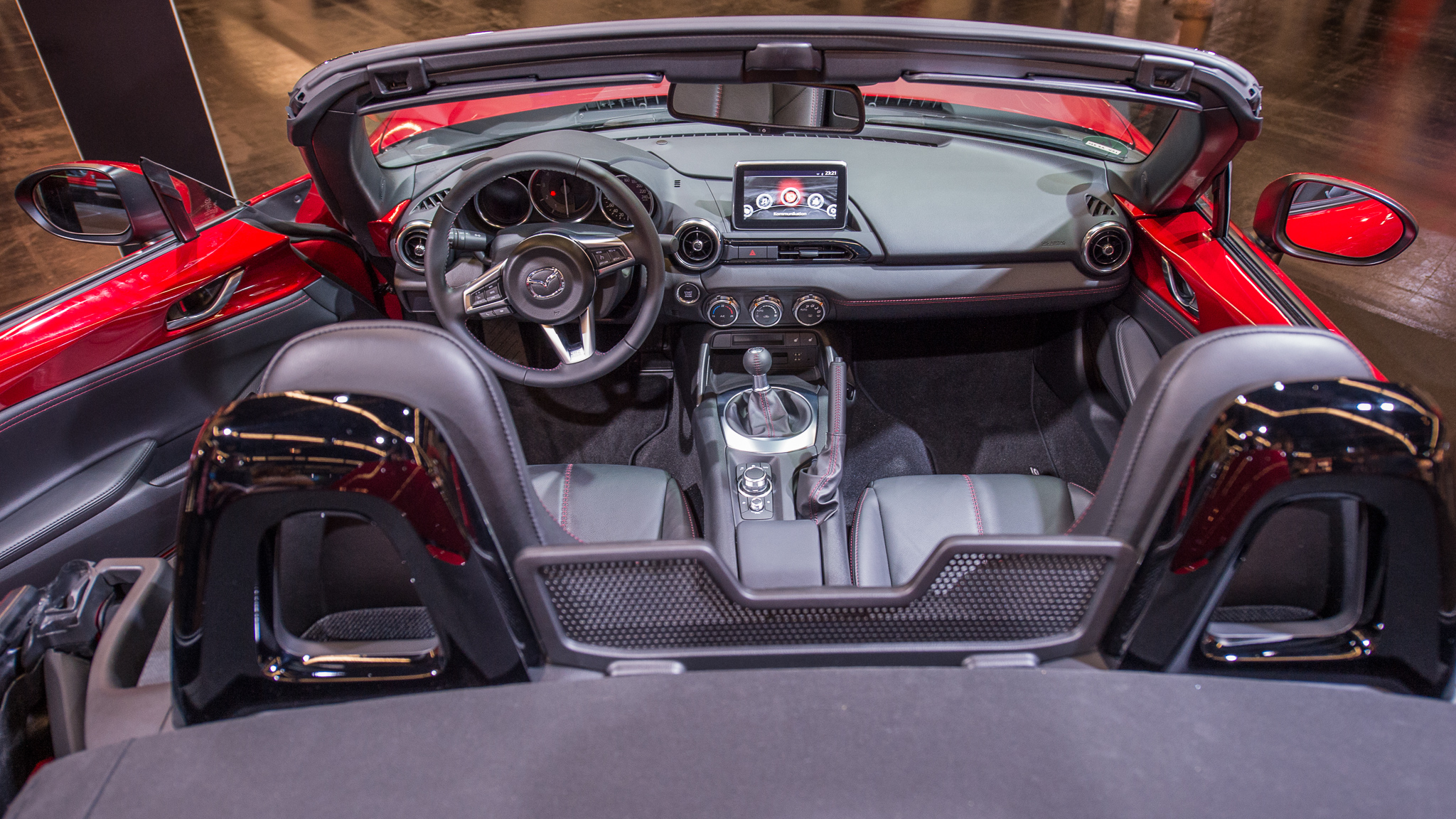
Gli interni

Mazda ha presentato ufficialmente la quarta generazione della MX-5 (ND) il 3 settembre 2014 negli Stati Uniti e in Spagna e il 4 settembre 2014 in Giappone. La nuova MX-5 è stata presentata ufficialmente al pubblico nell'ottobre 2014 al salone dell'automobile di Parigi e nel novembre 2014 al Los Angeles Auto Show. La vettura è prodotta nello stabilimento di Hiroshima della Mazda.
Rispetto alla precedente, la quarta generazione della MX-5 è più corta di 105 mm, il design della carrozzeria riprende lo stile delle contemporanee Mazda chiamato Kodo Design, introdotto nel 2010 da Ikuo Maeda (responsabile stile in Mazda dall'anno precedente) che significa 'battito del cuore', pesa circa 100 kg in meno grazie all'impiego di materiali compositi con un peso a secco di 975 kg per le versioni col motore 1.5 litri (97 kW/131 CV) e di 1015 kg per quelle col motore 2.0 litri (118 kW/160 CV), entrambi a iniezione diretta con tecnologia SkyActiv-G e accoppiati a un cambio a sei marce, manuale o automatico (solo per il mercato USA) e al differenziale autobloccante meccanico nella 2 litri. L'abitacolo, il volante e il sistema di infotainment sono molto simili a quello adottati dalla Mazda 3 di terza serie.
Il telaio è ulteriormente migliorato in questa quarta serie. Le sospensioni anteriori sono del tipo a quadrilateri deformabili con bracci in lega leggera per contenere il peso e ridurre le masse non sospese elasticamente, quelle posteriori sono del tipo multilink a 5 bracci. I modelli standard sono dotati di un tetto in tessuto ad azionamento manuale che può essere aperto e chiuso nel giro di pochi secondi.
Sulla base della quarta generazione della MX-5 e grazie a un accordo di joint venture con la Fiat, nasce la Fiat 124 Spider, anche Abarth, dalla quale differisce per la carrozzeria, la scelta dei motori (di origine Fiat e turbocompressi per l'italiana) e per la taratura di sospensioni e sterzo; la 124 uscì di produzione a fine 2019, una volta prodotto il numero di esemplari pattuiti nell’accordo tra Mazda e FCA.

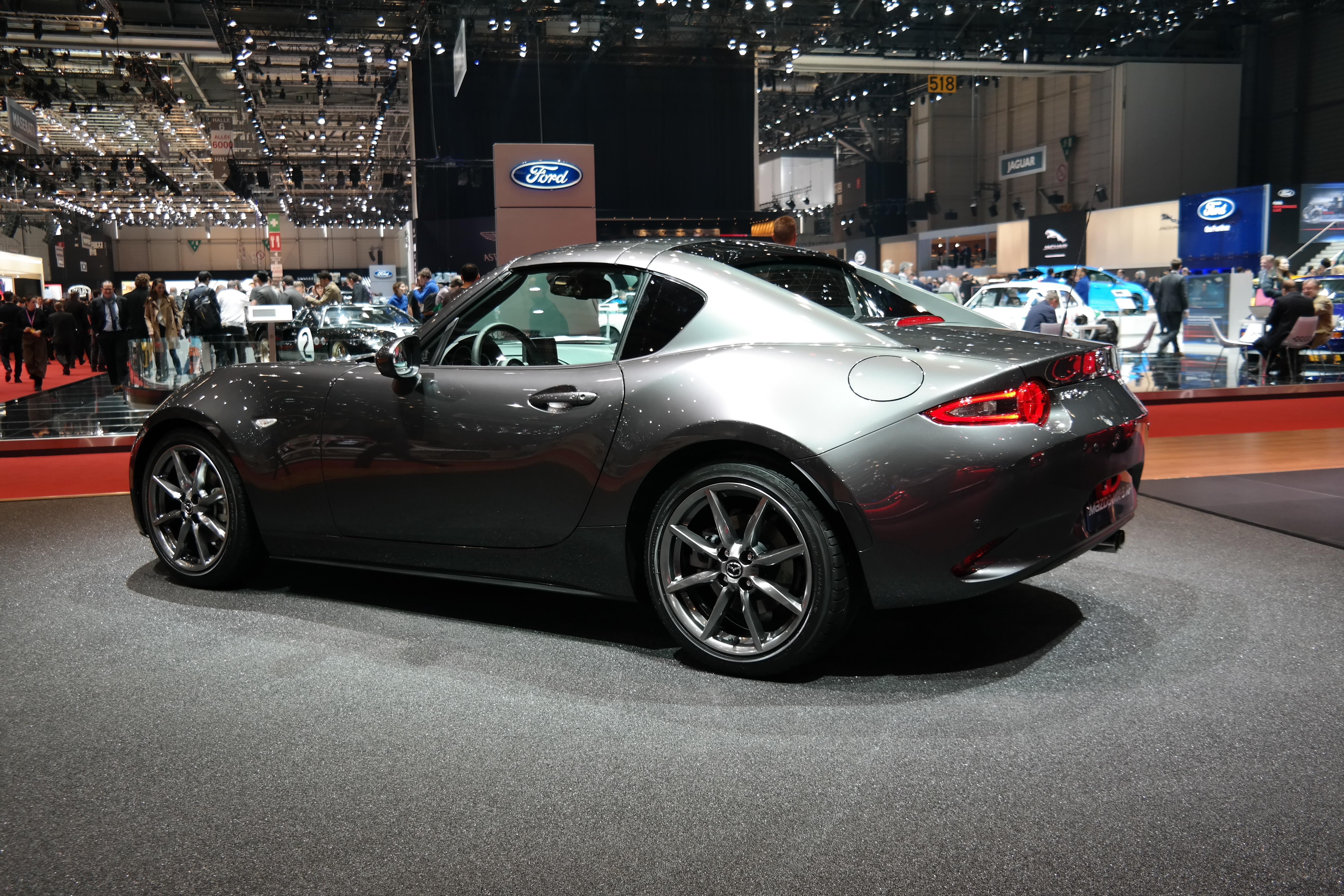
Una Mazda MX-5 RF

### MX-5 RF
Nel marzo 2016 la gamma viene arricchita della versione RF (Retractable Fastback), una versione Coupé-Cabriolet con tetto rigido in metallo parzialmente ripiegabile. La RF è disponibile col cambio automatico anche in Europa, in abbinamento al propulsore 2.0, e l'aggravio di peso del tetto rigido è di 45 kg rispetto alla versione roadster.

### Aggiornamento 2018

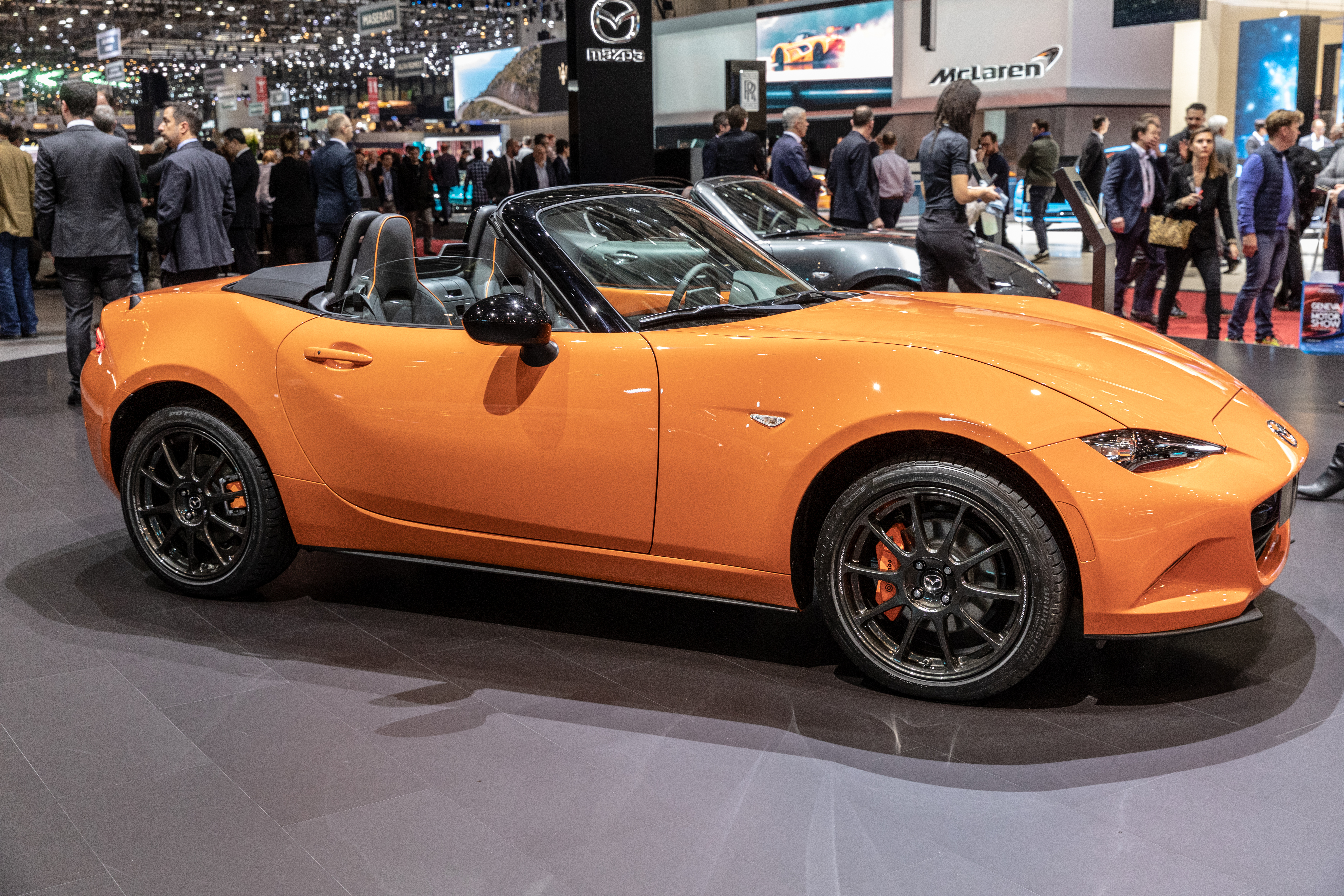
Mazda MX-5 30th Anniversary

Alla fine del 2018 i motori vengono modificati per ottenere l'omologazione Euro 6 D-Temp, il 1.5 litri guadagnando 1 CV e un po' di coppia, il 2.0, completamente rivisto, ottiene un incremento di potenza fino a 184 CV a 7000 giri, diventando la versione più potente di sempre della MX-5. Migliora anche l'insonorizzazione e il volante diventa regolabile anche in profondità.

### MX-5 30th Anniversary
Nel 2019 viene prodotta in 3000 esemplari la MX-5 30th Anniversary Edition, con badge numerato XXXX/3000.

### Aggiornamento 2023
Un’ulteriore e secondo aggiornamento del modello è stato presentato nell’ottobre 2023. Quest'ultimo si caratterizza per gli inediti fari anteriori a LED che integrano le luci diurne che prima erano posizionate sul paraurti; anche le luci posteriori ricevono una nuova grafica utilizzando esclusivamente diodi a LED. La dotazione di serie viene integrata ora anche il sistema di controllo automatico della velocità adattivo, nuovi design dei cerchi in lega, nuove colorazioni per gli interni e per la capote in tessuto, nonché un sistema di infotainment aggiornato che include un display più grande.

### Motorizzazioni
| Modello | Disponibilità | Motore  | Cilindrata (cm³) | Potenza                   | Coppia Massima (Nm @rpm) | Emissioni CO2 (g/Km) | 0–100 km/h (secondi) | Velocità max (Km/h) | Consumo medio (Km/l) |
| 1.5     | dal 2015      | Benzina | 1496             | 97 kW (131 CV) @7000 rpm  | 150 @4800 rpm            | 139                  | 7.9                  | 205                 | 14.0                 |
| 2.0     | dal 2015      | Benzina | 1998             | 118 kW (160 CV) @6000 rpm | 200 @4600 rpm            | 154                  | 7.3                  | 214                 | 13.4                 |
| 2.0     | dal 2019      | Benzina | 1998             | 135 kW (184 CV) @7000 rpm | 205 @4000 rpm            | 156                  | 6.5                  | 220                 | 14,5                 |

## Versioni speciali

### Mazda MX-5 GT Concept
Al Goodwood Festival of Speed del 2012, la Mazda ha presentato, in collaborazione con il Team Jota Sport, una versione stradale della MX-5 GT4 che prende parte dal 2011 al MSA British Endurance Championship. Dedicata ai puristi della guida su pista, tale vettura, denominata MX-5 GT Concept, presenta una vistosa livrea arancione con una banda nera opaca che si estende sui larghi codolini passaruota, la fascia laterale sottoporta, la parte bassa del paraurti anteriore e posteriore e per l'hard-top. L'aerodinamica è stata migliorata grazie a un kit che prevede uno splitter anteriore, un sottile spoiler posteriore (collocato sul vano bagagli) e diffusore inferiore, il quale a sua volta circonda un nuovo impianto di scarico a doppio terminale centrale.
Dal punto di vista meccanico, sono stati aggiunti nuovi kit di distanziali, sospensioni racing a molle ribassate e ammortizzatori regolabili, mentre il motore 4 cilindri da 2 litri aspirato è stato potenziato fino a 208 CV con l'introduzione di componenti alleggeriti per il gruppo termico, di una rimappatura dell'ECU centralina e al montaggio di un nuovo impianto di scarico.

### Mazda MX-5 Super25
Presso il Sema di Las Vegas del 2012 la Mazda ha presentato una nuova concept da competizione della MX-5, denominata Super25. La vettura presenta un assetto ribassato, numerosi fari aggiuntivi, un nuovo hard top da competizione e pneumatici da 17' BFGoodrich g-Force R1 abbinati a freni Brembo. Dall'abitacolo sono stati eliminati tutti gli elementi superflui per fare posto alla strumentazione da gara e al roll-bar di sicurezza.